# Izvoarele din satul Nișcani
Izvoarele din satul Nișcani sunt un monument al naturii de tip hidrologic în raionul Călărași, Republica Moldova. Obiectul protejat este compus din două izvoare: unul amplasat pe un deal din preajma satului Nișcani, iar al doilea în satul propriu-zis. Împreună, ele ocupă o suprafață de 1 ha, sau 0,6 ha conform unor aprecieri recente. Deținătorul funciar este Primăria satului Nișcani.

### Izvorul nr. 2

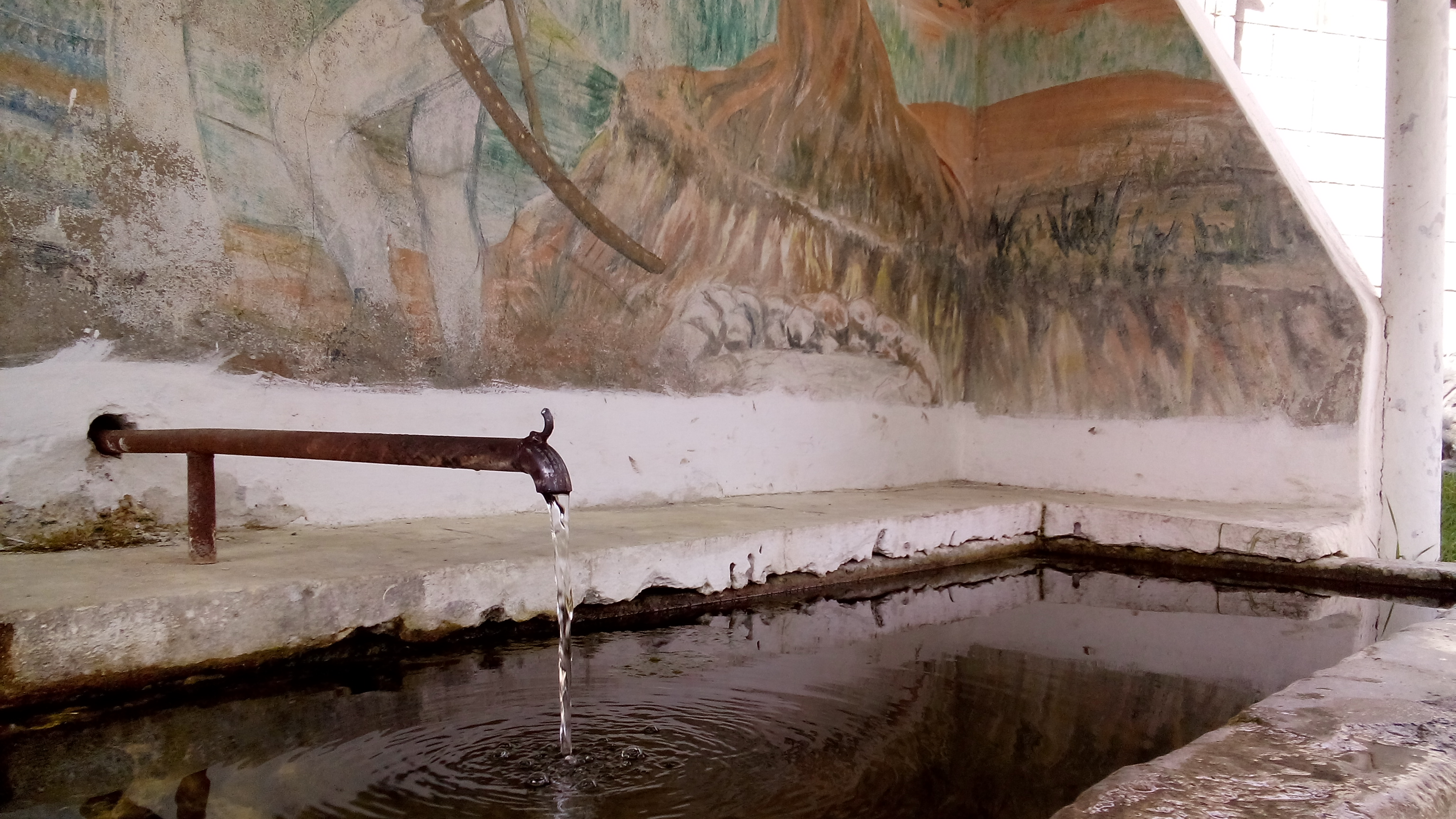
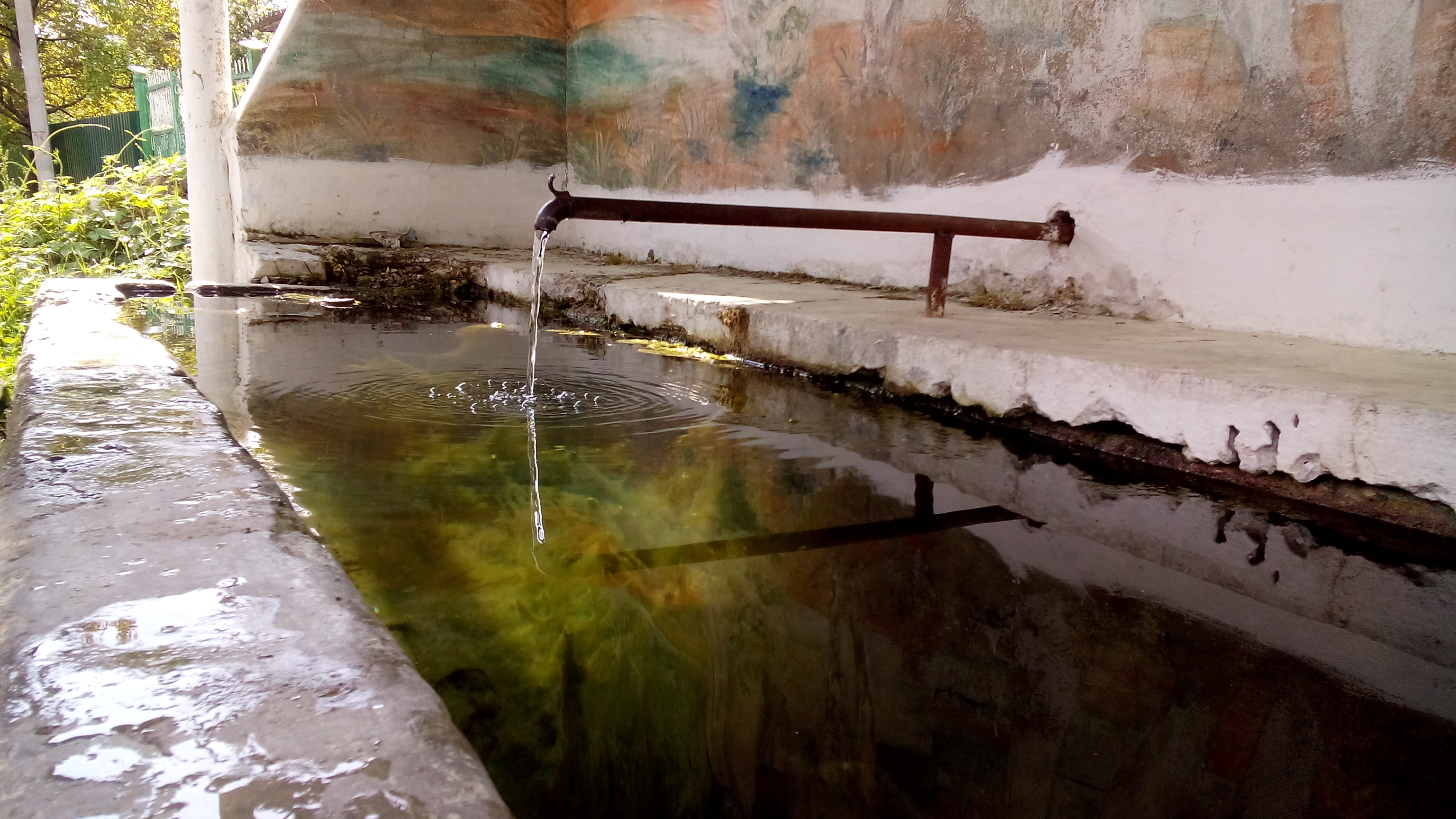
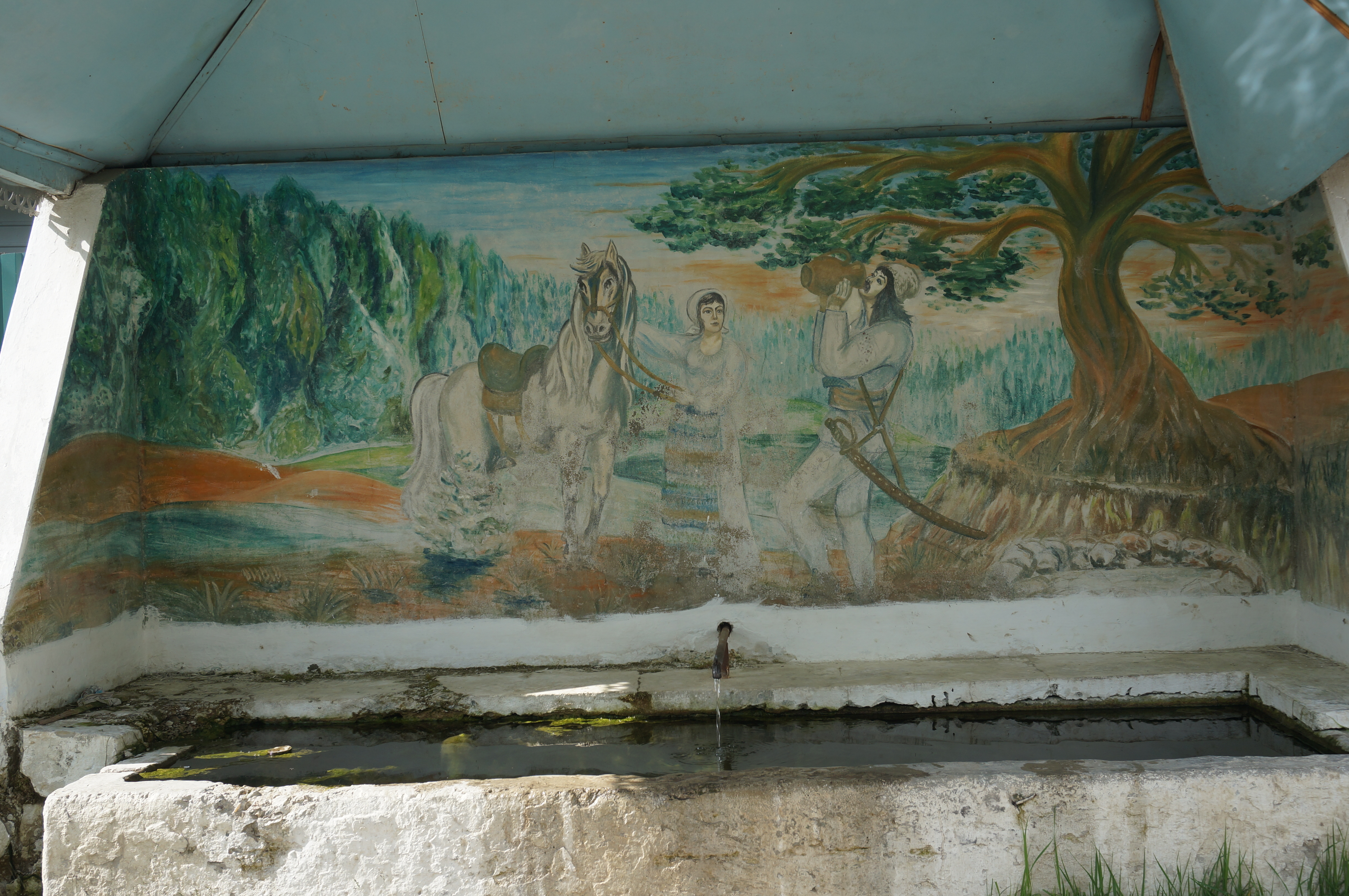

## Descriere
Izvorul nr. 1 este amplasat la circa 700 m nord de sat, pe deal. Pentru colectarea apei a fost săpată o fântână de beton, acoperită cu capac metalic securizat cu un lacăt. Izvorul nr. 2 se află în grădina unui sătean, unde este amenajat cu un colector cu pereți de piatră, la fel acoperit cu capac de metal. Apa se scurge printr-o țeavă spre o construcție pe marginea drumului, acoperită, în care se află un uluc.
Suprafața atribuită izvoarelor nr. 1 și nr. 2 este de 0,39 ha și respectiv 0,21 ha.
Ambele izvoare sunt cu apă rece, oligominerale după gradul de mineralizare și descendente de terasă din punct de vedere geologic. Compoziția chimică este diferită: izvorul nr. 1 are apă hidrocarbonată–calciu-magnezică (HCO3; Ca – Mg), iar izvorul nr. 2 apă hidrocarbonată–calcică (HCO3; Ca). Apa este potabilă, fără miros, incoloră, neutră, cu duritate și mineralizare medie, nepoluată cu nitrați. Cifre detaliate privind particularitățile chimice sunt prezentate în tabelul de mai jos:
| Indici             | Parametri          | Parametri         |
| Indici             | Izvorul nr. 1      | Izvorul nr. 2     |
| ------------------ | ------------------ | ----------------- |
| pH                 | 7,5                | 7,3               |
| poluare cu nitrați | 26 mg/l (0,52 CMA) | 15 mg/l (0,3 CMA) |

CMA – concentrația maxim admisă

## Statut de protecție
Izvoarele se află sub protecția statului conform Legii nr. 1538 din 1998 privind fondul ariilor naturale protejate de stat, în anexele căreia se regăsesc sub denumirea „Izvoarele nr. 1 și nr. 2 din satul Nișcani”. În același document se atestă că monumentul natural se afla în proprietatea Întreprinderii Agricole „Nișcani”, dar între timp acesta a trecut la balanța Primăriei satului Nișcani.
Izvoarele sunt obiecte hidrologice de valoare națională. Au un debit mare (18 l/min la izvorul nr. 1) și foarte mare (60 l/min la izvorul nr. 2). Sunt principala sursă de apă pentru locuitorii a două mahalale din Nișcani.
Impactul antropic este redus: izvorul nr. 1 este înconjurat de plantații de viță-de-vie, iar izvorul nr. 2 este situat pe marginea unui drum de țară, în imediata proximitate a unor gospodării țărănești, Este recomandată instalarea unor panouri informative lângă ambele surse de apă.

## Galerie de imagini

### Izvorul nr. 1
fără imagini